# Università del Salento
L'Università del Salento, sino al 2007 denominata Università degli Studi di Lecce, è un'università statale italiana, fondata nel 1955.
È il secondo ateneo della Puglia per numero di iscritti, preceduto dall'Università degli Studi di Bari. Conta nove dipartimenti universitari e ha sede a Lecce, con alcune dislocazioni a Tricase, Monteroni di Lecce e Brindisi.

## Storia

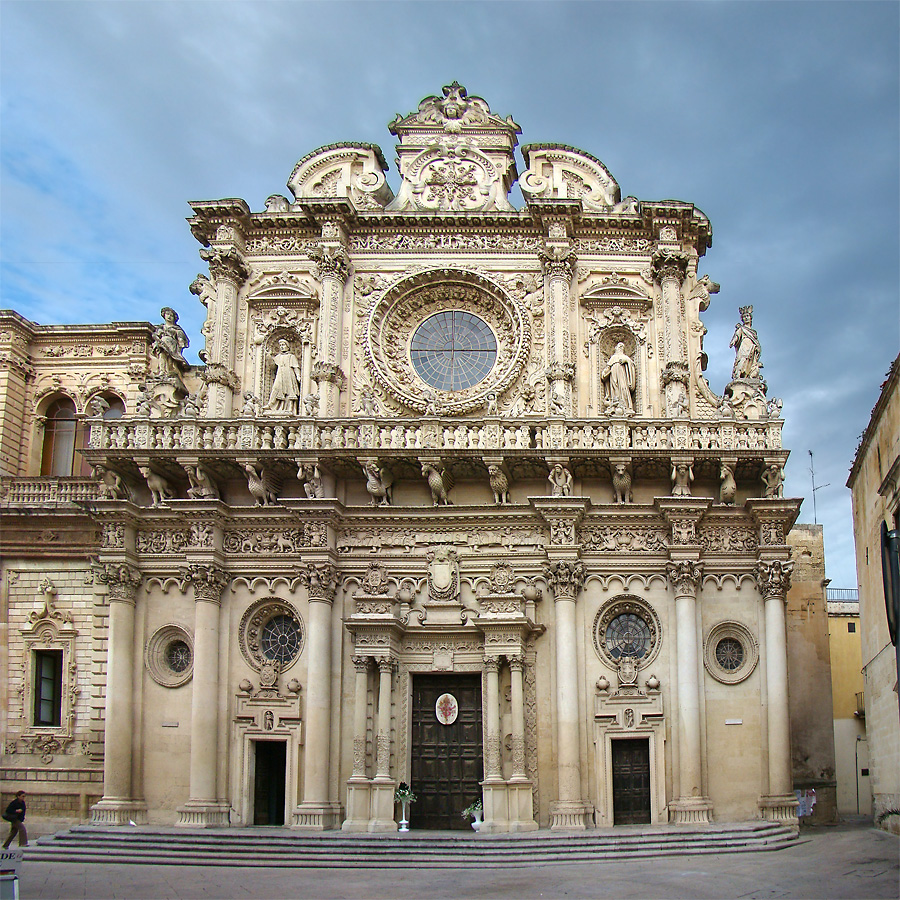
Basilica di Santa Croce a Lecce, il cui rosone ha contribuito ad ispirare il logo dell'Università.

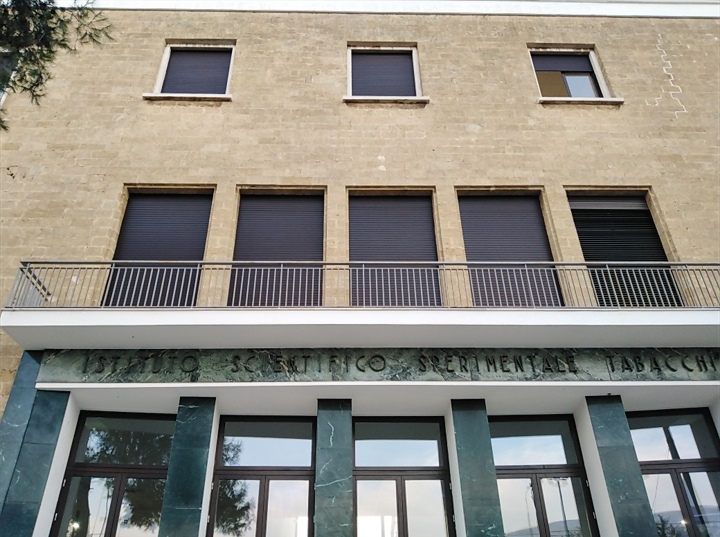
Edificio Donato Valli, sede del Dipartimento di studi umanistici

I primi movimenti che rivendicavano la necessità di creare a Lecce un centro di istruzione superiore in Terra d'Otranto risalgono alla fine del XVIII secolo. Dal 1767, quando i gesuiti vengono espulsi dal Regno di Napoli da Ferdinando IV e si vedono costretti a chiudere gli istituti da loro costituiti, la formazione cessa, infatti, di essere una peculiarità del ceto religioso e rientra nel campo d'azione dello Stato.
Dopo due secoli di dibattiti che non sfociano in risultati significativi, nell'aprile-maggio 1955, per opera dell'amministrazione provinciale di Lecce è istituito un consorzio universitario, cui aderiscono, oltre alla Provincia, altri enti tra cui tutti i comuni della provincia stessa. Il consorzio mira a costituire un autonomo istituto di magistero a proprio carico, in vista della convalida giuridica. Il 22 novembre 1955 prendono il via le lezioni con tutti e tre corsi di laurea propri delle facoltà di Magistero (Materie letterarie, Pedagogia e Lingue e letterature straniere) nonché la scuola diretta a fini speciali in Vigilanza scolastica. Primo rettore è Giuseppe Codacci Pisanelli che lo resterà per vent'anni. Due anni dopo è inaugurata la facoltà di lettere e filosofia, ma soltanto nel 1959 arriva il riconoscimento legale. La statalizzazione avviene al termine dell'anno accademico 1967-1968, con l'istituzione della terza facoltà, quella di Scienze matematiche, fisiche e naturali.
Nel 1987 fu inaugurata la Facoltà di scienze economiche e bancarie – divenuta in seguito Facoltà di economia – mentre nell'anno accademico 1990-1991 cominciano i corsi della facoltà di Ingegneria, che negli anni successivi disloca alcuni dei suoi indirizzi a Mesagne, dando un notevole impulso alla creazione di un polo universitario nella provincia di Brindisi. Nel 1995 la nuova facoltà di Lingue e letterature straniere raccoglie l'eredità della vecchia facoltà di Magistero, posta ad esaurimento poiché, inizialmente, gli organi accademici scelsero la via della soppressione piuttosto che quella di trasformazione in facoltà di Scienze della formazione, prevista a livello normativo. Due anni più tardi sorge la facoltà di Beni culturali e la facoltà di Magistero, nucleo fondante dell'ateneo, viene salvata con la trasformazione in Scienze della formazione. Nel 1998 si inaugura la facoltà di Giurisprudenza.
Nel 2021 si inaugura la facoltà di Medicina e Chirurgia MedTec.
Nel novembre del 2023, il Senato Accademico delibera l'istituzione del Dipartimento di Medicina sperimentale, che racchiude i corsi di laurea di Medicina e Chirurgia, e Infermieristica, quest'ultima con una dislocazione a Tricase.

## Struttura
L'ateneo è organizzato nei seguenti dipartimenti:
- Beni culturali
- Ingegneria dell'innovazione
- Matematica e fisica
- Medicina sperimentale
- Scienze dell'economia
- Scienze giuridiche
- Scienze e tecnologie biologiche ed ambientali
- Scienze Umane e Sociali
- Studi umanistici

### Biblioteche

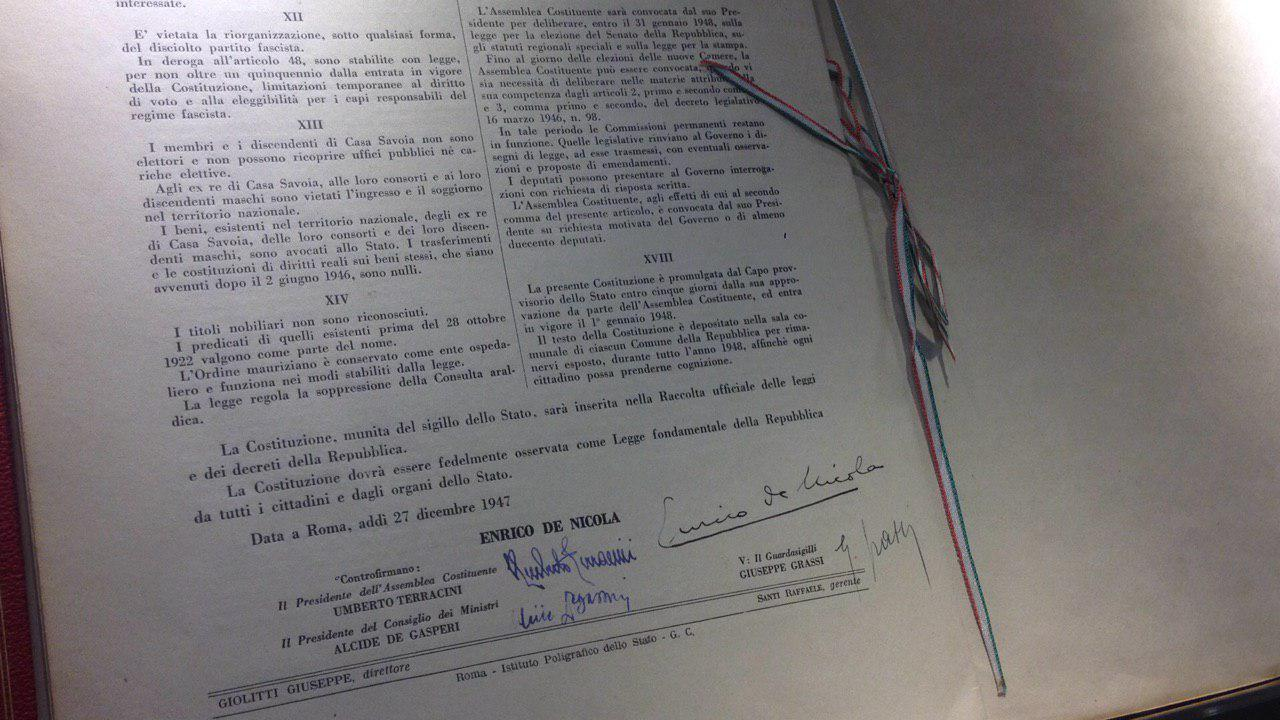
Esemplare "Grassi" della Costituzione, esposto nella biblioteca del Dipartimento di scienze giuridiche

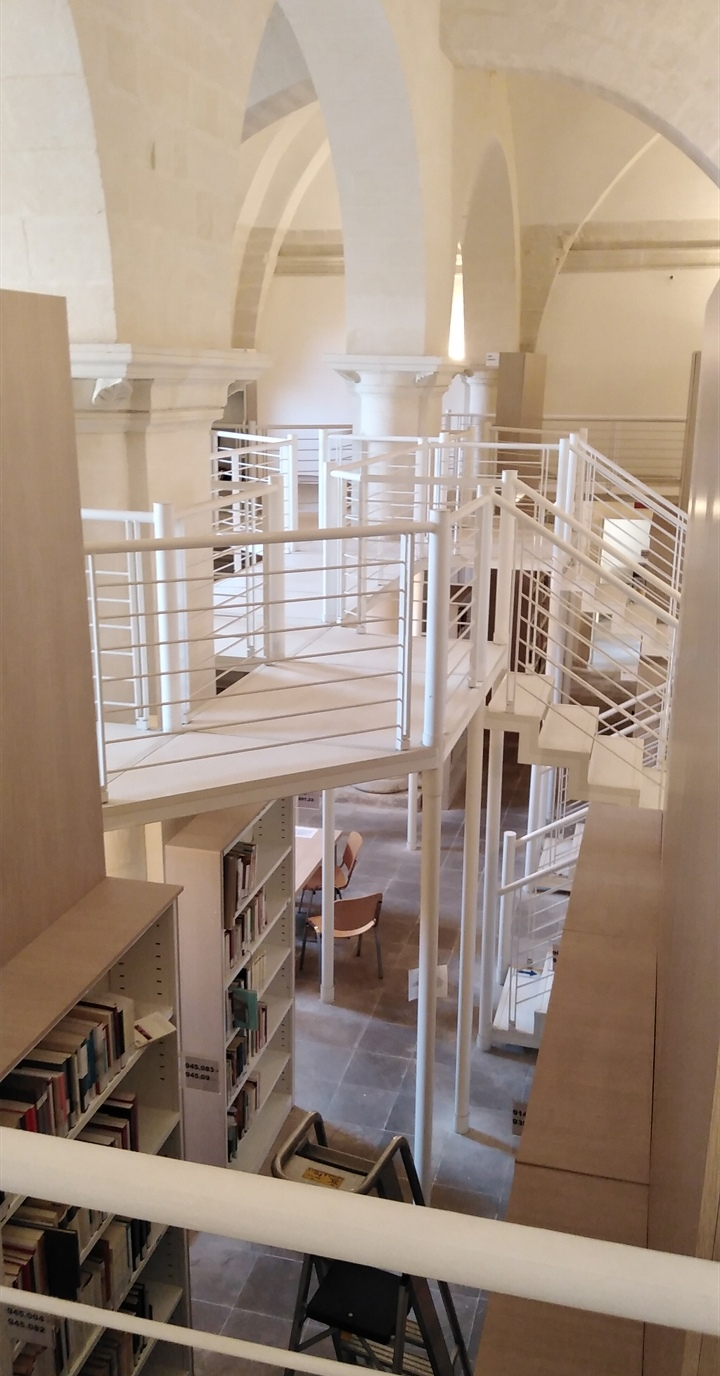
Interno della biblioteca di studi storici, collocata nel monastero degli Olivetani

Nella biblioteca del Dipartimento di scienze giuridiche è conservato uno dei quattro esemplari originali della Costituzione della Repubblica Italiana.

### Musei
Il sistema museale di Ateneo dell'Università del Salento è costituito da:
Orto botanico
L'orto botanico, nato alla fine degli anni '90 del '900 e ubicato nel polo scientifico di "Ecotekne", si ricollega idealmente alla analoga, più antica struttura della Società di agricoltura, fondata a Lecce nel 1810. La sua impostazione è principalmente naturalistica, con piccole ricostruzioni degli habitat della vegetazione mediterranea. È orientato alla ricerca in campo botanico e alla educazione ambientale.
Museo di biologia marina
Il museo di biologia marina, con le collezioni di reperti marini, di fauna tropicale, di pesci abissali dello Ionio ed un erbario, è una delle articolazioni della stazione di biologia marina di Porto Cesareo, fondata nel 1966 da Pietro Parenzan e acquisita dall'Università di Lecce nel 1977.
Museo dell'ambiente
Il museo dell'ambiente raccoglie fossili della penisola salentina e numerosi calchi paleontologici.
Museo papirologico
Il museo papirologico dell'Università del Salento, inaugurato nel mese di giugno del 2007, dispone di una collezione di papiri che consta d'oltre 340 papiri documentari di varia provenienza, acquistati tra il 1990 e il 2005 sul mercato antiquario: 216 sono greci, 107 demotici, 4 ieratici e 4 copti.
Museo storico-archeologico
Il museo storico-archeologico è incentrato sulle attività di ricerca condotte dagli archeologi e dagli storici dell'Università del Salento.
Museo diffuso di Cavallino
Il museo diffuso di Cavallino, inserito nella rete italiana degli ecomusei, si estende su un'area di quarantacinque ettari in cui fu rinvenuto su un antico insediamento messapico; al suo interno si svolgono le attività didattiche sul campo per gli studenti.

## Strutture di servizio
Istituto superiore universitario di formazione interdisciplinare
Nel 1999 è stato attivato l'Istituto superiore universitario di formazione interdisciplinare (ISUFI), costruito sul modello della Scuola normale superiore di Pisa. Dopo un quinquennio di sperimentazione, nel 2005, è stata riconosciuta dal Ministero dell'istruzione, dell'università e della ricerca.
La permanenza nella scuola è subordinata al mantenimento di una media di 27/30 e alla partecipazione ad almeno 250 ore annue di attività formative specifiche e a un semestre di studi all'estero. Essa si divide in tre aree:
- Area delle scienze naturali
- Area delle scienze sociali
- Area delle scienze umane

Laboratorio nazionale di nanotecnologia
Il National Nanotechnologies Laboratory (NNL), centro sulle nanotecnologie, collabora con Agilent Technologies, Alenia Marconi System, STMicroelectronics e TechInt per programmi di formazione e reclutamento post laurea.

## Rettori
- Giuseppe Codacci Pisanelli (1956-1976)
- Saverio Mongelli (1976-1979)
- Mario Marti (1979-1981)
- Alberto Sobrero (1981-1983)
- Donato Valli (1983-1992)
- Angelo Rizzo (1992-2001)
- Oronzo Limone (2001-2007)
- Domenico Laforgia (2007-2013)
- Vincenzo Zara (2013-2019)
- Fabio Pollice (2019-2025)
- Maria Antonietta Aiello (dal 2025)